# Navalilla
Navalilla település Spanyolországban, Segovia tartományban. Navalilla Fuentidueña, Cobos de Fuentidueña, Carrascal del Río és Fuenterrebollo községekkel határos. Lakosainak száma 97 fő (2024).

## Népesség
A település népessége az elmúlt években az alábbi módon változott:
| Lakosok száma | 143  | 134  | 128  | 137  | 116  | 127  | 108  | 103  | 99   | 97   |
|               | 2001 | 2004 | 2007 | 2009 | 2012 | 2014 | 2017 | 2019 | 2022 | 2024 |